# Gunung Sayeung
Gunung Sayeung är ett berg i Indonesien.   Det ligger i provinsen Aceh, i den västra delen av landet, 1 600 km nordväst om huvudstaden Jakarta. Toppen på Gunung Sayeung är 470 meter över havet, eller 196 meter över den omgivande terrängen. Bredden vid basen är 5,0 km.
Terrängen runt Gunung Sayeung är varierad.Runt Gunung Sayeung är det ganska glesbefolkat, med 34 invånare per kvadratkilometer. I omgivningarna runt Gunung Sayeung växer i huvudsak städsegrön lövskog.